# Ленгас
Ленгас — река в России, протекает по Пензенской и Тамбовской областям. Левый приток реки Кермись.

## География
Река Ленгас берёт начало западнее посёлка Пашково Пензенской области. Течёт в северо-западном направлении через лиственные леса. Устье реки находится на территории Моршанского района Тамбовской области в 32 км от устья реки Кермись. Длина реки составляет 20 км, площадь водосборного бассейна — 43,1 км².
Притоки:
- В 7 км от устья впадает левый приток Каплись.

## Данные водного реестра
По данным государственного водного реестра России относится к Окскому бассейновому округу, водохозяйственный участок реки — Цна от города Тамбов и до устья, речной подбассейн реки — Мокша. Речной бассейн реки — Ока.
Код объекта в государственном водном реестре — 09010200312110000029935.